# Tales of
Tales of (テイルズ オブ シリーズ "Teiruzu Obu"?, lit. Series «Relatos de» o «Cuentos de») es una franquicia japonesa de videojuegos de rol publicado por Namco Bandai Games (anteriormente Namco), y desarrollado principalmente por su filial Namco Tales Studio. Primero comenzó en 1995 con el desarrollo de Tales of Phantasia, y hoy en día la serie se extiende a catorce juegos de la serie principal. La serie cuenta con una extensa línea de juegos derivados que a menudo abarcan otros géneros distintos al rol. Si bien, muchos de las secuelas creadas contienen apariciones de otros personajes de la serie principal, los principales juegos de la serie no tienen relación entre sí, excepto por Tales of Xillia y su secuela Tales of Xillia 2.
Nueve de los catorce juegos de la serie principal han sido publicados en Norteamérica y Europa, sin embargo la mayoría de los títulos derivados no han sido publicados fuera de Japón. Visto como un nicho en las regiones de habla inglesa, la serie es considerada de muy alto perfil en Japón, solo por detrás de otras serie como Final Fantasy o Dragon Quest. En diciembre de 2007, la serie ha vendido más de diez millones de copias, y en diciembre de 2013 se habían vendido más de dieciséis millones de unidades en todo el mundo.

## Desarrollo
Tales of Phantasia fue desarrollado por Wolf Team en 1994, para ser lanzado al mercado en 1995 para la videoconsola SNES. La mayor parte del equipo de desarrollo involucrado abandonó Telenet Japan luego de que el juego fuera publicado, formando tri-Ace, quien se encargará de desarrollar la serie de videojuegos Star Ocean, publicada por Square-Enix.
Los videojuegos Tales of fueron continuados por Telenet Japan y publicados por Namco, hasta que después de Tales of Destiny 2 ambas compañías se aventuraron a conformar Namco Tales Studio. Del grupo que trabajó en Tales of Phantasia, quedaron solo el director de la serie Eiji Kikuchi y los compositores musicales Motoi Sakuraba y Shinji Tamura.

### Terminología
Namco y Namco Tales Studio, a menudo utilizan una terminología cuando se refieren a los juegos de la saga Tales. 
En 2007, el productor de la serie Makoto Yoshizumi anunció dos clases de Tales, "Mothership Titles" y "Escort Titles". "Mothership" significa esencialmente "serie principal", mientras que "Escort" significa "Spin-off". Los juegos también se dan con frecuencia lo que se llama un "Characteristic Genre Name", que es esencialmente un subtítulo o frase corta que describa el tema general del juego. Si bien los términos son raramente utilizados fuera de la división japonesa de Namco, se utilizan con frecuencia para describir, promover, o clasificar los juegos en Japón. Por ejemplo, el lema característico de Tales of Hearts es RPG Para Unir los Corazones (心と出会うRPG Kokoro to deau RPG?)

### Creación
Cada juego de la serie principal de los Tales of ha utilizado el diseño de personajes de Kosuke Fujishima, Mutsumi Inomata, o Kazuto Nakazawa. Motoi Sakuraba ha sido el compositor principal de la serie, junto con Shinji Tamura y Go Shiina. Sin embargo, los títulos secundarios o spin-off, suelen contar con otros miembros del personal.

## Elementos comunes

### Sistema de batalla
Cada juego de la serie principal, y muchos de los juegos spin-off, poseen un sistema de batalla llamado " Linear Motion Battle System". En la mayoría de los juegos la serie, no hay batallas aleatorias, en cambio, los enemigos son visibles en el mapa, con la que una batalla comienza cuando el personaje entra en contacto con ellos. En este sistema, el jugador se mueve en un plano horizontal, mientras que la ejecución de los ataques se da en tiempo real. Más adelante cuando el juego dio un salto al 3D, el jugador también es capaz de moverse libremente en el plano 3D, pero solo puede atacar en un eje 2D horizontal. Al pulsar el botón de ataque, junto con un botón de dirección en diferentes direcciones, el personaje puede realizar varios tipos de ataques. Mientras que hasta cuatro personajes puede participar en la batalla, el jugador tiene control directo sobre un solo personaje. Sin embargo, algunos juegos de la serie permiten que hasta cuatro jugadores puedan jugar simultáneamente, aunque esto solo ocurre en las batallas, no en el resto de los aspectos del juego. El sistema de batalla, sobre todo en los títulos anteriores, se comparó con algunos videojuegos de lucha, entre ellos Street Fighter.
En cualquier momento, el jugador puede detener la acción y visualizar el menú, esto le permite seleccionar un objeto o una habilidad, elegir un hechizo para lanzar, modificar las tácticas, elegir un objetivo de ataque, o para escapar de la batalla. Algunos juegos posteriores incluyen opciones de acceso rápido de añadido de elementos y/o habilidades, o se les permite a los personajes ser controlados por la IA para utilizar artículos. En juegos con modo multiplayer, los personajes son todos jugadores.
El "Grade", introducido por primera vez en Tales of Eternia, es otro aspecto común de los Tales of. Este se otorga al jugador con base en el rendimiento en una batalla. Después de completar todo el juego, este se acumula para ser utilizado en la "Grade Shop" el cual consta de mejoras de cara a una nueva partida.

### Habilidades
La mayoría de los Tales of le da a cada personaje habilidades únicas o magia/artes. Por ejemplo, en Tales of Phantasia, Cless, uno de los personajes del juego, puede usar habilidades con la espada, mientras que Mint solo es capaz de aprender magia curativa. En la mayoría de los juegos de la serie, cuando se utiliza una habilidad o hechizo se consumen PT (puntos técnicos). En los juegos más recientes, otros sistemas se introdujeron, como el CC (capacidad de la cadena) y AP (Punto de Acción).
En los juegos posteriores de la serie, después de que se utilizan los ataques básicos cuerpo a cuerpo, una habilidad puede estar vinculada a ese ataque para hacer una mayor cantidad de golpes y daños, la cual se ha ampliado en diferentes maneras por cada juego. La magia se divide generalmente en dos categorías: la magia de ataque y curación/soporte mágico. La magia de ataque se utiliza para hacer daño al enemigo, mientras que la magia de curación se utiliza para curar al grupo o para proporcionar apoyo. En determinados títulos de la serie, algunos personajes son capaces de poder invocar espíritus, formas poderosas de magia que suelen ser uno de los o el ataque más fuerte o de los hechizos de sanación.
Otra habilidad común se conoce como "Hi-Ougi"(秘奥義) o "Artes Místicas" en las versiones en español. Por lo general son ataques secretos especiales que tienen uno o más requisitos y son a menudo el ataque más potente en el arsenal de técnicas de un personaje, capaz de causar grandes cantidades de daño o poder de curación.

### Artículos y equipos
La serie por lo general tiene un gran número de elementos consumibles que se pueden utilizar para alterar el estado de los personajes durante la batalla. Por ejemplo, uno de los más comunes son los gel que a menudo se les da el sabor de diferentes frutas y que por lo general ayudan a curar a los personajes.
Muchos juegos emplean el uso de la "cocina" para mezclar y combinar elementos inutilizables de alimentos en nuevos elementos utilizables. Por lo general, un jugador debe primero encontrar una receta, que señalan los ingredientes necesarios. Una vez encontrado, el jugador elige al persona que preparará la comida, y si tiene éxito, da lugar a bonus una vez consumidos.
Al igual que muchos videojuegos de rol, suele haber equipo para comprar, vender, encontrar y equipar a los personajes. La mayoría del equipo son las armas, lo que afecta el poder de ataque, las armaduras, que afecta a la defensa, y los accesorios, que varían en la forma en que afectan al personaje.

### Títulos
El participar en diversas misiones secundarias, eventos y minijuegos a través de los juegos podrán adjudicar al personaje un "título", que son esencialmente apodos. A veces los títulos no sirven para nada en el juego, mientras que otras veces, los títulos pueden alterar las estadísticas del personaje, tales como los stat crecimiento, o qué habilidades se aprenden.

### Skits
La mayoría de los Tales of tienen skits, que no son más que conversaciones paralelas entre diferentes personajes, a medida que progresan en el juego. Comienza comúnmente con los retratos de los personajes o de sus perfiles, con el texto de la conversación en la parte inferior. Por lo general en el idioma japonés, las skits están totalmente interpretadas por los actores de voz, mientras que en otros idiomas no están dobladas debido a las grandes cantidades de texto que se presentan a lo largo del juego.

## Juegos y contenido de la serie

### Títulos principales
| Año de publicación | Título                                    | Plataforma                                   | Comentarios |
| ------------------ | ----------------------------------------- | -------------------------------------------- | --- |
| 1995               | Tales of Phantasia                        | SNES                                         | Traducido al inglés de forma no oficial por Dejap. |
| 1998               | Tales of Phantasia                        | PlayStation                                  | Primera entrega que permite elegir personajes (en la entrega anterior no era posible).                                                                    |
| 2000               | Tales of Phantasia                        | PlayStation (relanzamiento)                  | Remake publicado solo en Japón |
| 2003               | Tales of Phantasia                        | Game Boy Advance                             | Publicado en Norteamérica y Europa en 2006. |
| 2006               | Tales of Phantasia                        | PlayStation Portable                         | Primera entrega en tener voces completas. |
| 2008               | Tales of Phantasia                        | PlayStation Portable (relanzamiento)         | Remake publicado solo en Japón como Tales of Phantasia: Narikiri Dungeon X. Incluye Tales of Phantasia: Narikiri Dungeon.                                 |
| 2010               | Tales of Phantasia                        | Móvil                                        | Publicado solo en Japón como Tales of Phantasia Mobile.                                                                                                   |
| 2013               | Tales of Phantasia                        | iOS                                          | Publicado en Norteamérica en 2014 y descatalogado meses después.                                                                                          |
| 1997               | Tales of Destiny                          | PlayStation                                  | Publicado en Norteamérica en 1998 como primer juego fuera de Japón.                                                                                       |
| 2006               | Tales of Destiny                          | PlayStation 2                                | Remake publicado solo en Japón en 2006. |
| 2000               | Tales of Eternia                          | PlayStation                                  | Publicado en Norteamérica en 2001 y erradamente nombrado como Tales of Destiny II.                                                                        |
| 2005               | Tales of Eternia                          | PlayStation Portable                         | Publicado en Norteamérica y Europa en 2006. |
| 2002               | Tales of Destiny 2                        | PlayStation 2                                | Publicado en Corea y Taiwán el 2003. |
| 2007               | Tales of Destiny 2                        | PlayStation Portable                         | Publicado solo en Japón y Corea. |
| 2003               | Tales of Symphonia                        | Nintendo GameCube                            | Publicado en Norteamérica y Europa en 2004. |
| 2004               | Tales of Symphonia                        | PlayStation 2                                | Publicado solo en Japón. |
| 2013               | Tales of Symphonia                        | PlayStation 3                                | Publicado en Norteamérica y Europa en 2014 y renombrado a nivel mundial como "Tales of Symphonia Chronicles".                                             |
| 2016               | Tales of Symphonia                        | PC                                           | Fecha de lanzamiento mundial el 1 de febrero de 2016. |
| 2004               | Tales of Rebirth                          | PlayStation 2                                | Publicado solo en Japón. |
| 2008               | Tales of Rebirth                          | PlayStation Portable                         | Publicado solo en Japón. |
| 2005               | Tales of Legendia                         | PlayStation 2                                | Publicado en Norteamérica en 2006. |
| 2005               | Tales of the Abyss                        | PlayStation 2                                | Publicado en Norteamérica en 2006. |
| 2011               | Tales of the Abyss                        | Nintendo 3DS                                 | Publicado en regiones PAL en 2011 y 2012 en Norteamérica.                                                                                                 |
| 2007               | Tales of Innocence                        | Nintendo DS                                  | Publicado solo en Japón. |
| 2012               | Tales of Innocence                        | PlayStation Vita                             | Publicado solo en Japón como "Tales of Innocence R". |
| 2008               | Tales of Vesperia                         | Xbox 360                                     | Publicado en Norteamérica y regiones PAL en 2008. |
| 2009               | Tales of Vesperia                         | PlayStation 3                                | Publicado solo en Japón. |
| 2019               | Tales of Vesperia                         | Nintendo Switch, Xbox One, PC                | Remasterización lanzada a nivel mundial bajo el nombre de "Tales of Vesperia - Definitive Edition"                                                        |
| 2008               | Tales of Symphonia: Dawn of the New World | Wii                                          | Publicado en Norteamérica en 2008 y 2009 en Europa. Australia recibió este juego meses después.                                                           |
| 2013               | Tales of Symphonia: Dawn of the New World | PlayStation 3                                | Publicado en Norteamérica y regiones PAL en 2014. |
| 2008               | Tales of Hearts                           | Nintendo DS                                  | Dividido en versiones CGI (cuyas cinemáticas están en 3D) y anime (cuyas escenas son reemplazadas por videos). Último juego creado por Namco Tales Studio |
| 2013               | Tales of Hearts                           | PlayStation Vita                             | Publicado en Norteamérica y Europa en 2014 y renombrado a nivel mundial como "Tales of Hearts R".                                                         |
| 2013               | Tales of Hearts                           | iOS                                          | Publicado solo en Japón. |
| 2009               | Tales of Graces                           | Wii                                          | Publicado solo en Japón. |
| 2010               | Tales of Graces                           | PlayStation 3                                | Publicado en Norteamérica y Europa en 2012 y renombrado a nivel mundial como "Tales of Graces f".                                                         |
| 2011               | Tales of Xillia                           | PlayStation 3                                | Publicado en Norteamérica y regiones PAL en 2013. |
| 2012               | Tales of Xillia 2                         | PlayStation 3                                | Publicado en Norteamérica y Europa en 2014 y secuela del juego anterior.                                                                                  |
| 2015               | Tales of Zestiria                         | PlayStation 3 y 4                            | Publicado en Norteamérica y Europa en 2015. |
| 2015               | Tales of Zestiria                         | PC                                           | Publicación no disponible en Japón. |
| 2016               | Tales of Zestiria                         | PlayStation 4 (relanzamiento)                | Publicado de manera tardía en Japón. |
| 2017               | Tales of Berseria                         | PlayStation 3, PlayStation 4 y PC            | Publicado en Norteamérica y Europa en 2017. |
| 2021               | Tales of Arise                            | PlayStation 4 y 5, Xbox One y series X/S, PC | Primera entrega principal con motor Unreal Engine |

### Títulos secundarios

#### Tales of the World, Narikiri Dungeon, Radiant Mythology
| Año de publicación | Título                                  | Plataforma              | Detalles |
| ------------------ | --------------------------------------- | ----------------------- | --- |
| 2000               | Tales of Phantasia: Narikiri Dungeon    | Game Boy Color          | Publicado solo en Japón. |
| 2010               | Tales of Phantasia: Narikiri Dungeon    | PlayStation Portable    | Remake publicado solo en Japón renombrado como "Tales of Phantasia: Narikiri Dungeon X". Incluye a "Tales of Phantasia", renombrado como "Tales of Phantasia X". |
| 2002               | Tales of the World: Narikiri Dungeon 2  | Game Boy Advance        | Publicado solo en Japón. |
| 2003               | Tales of the World: Summoner's Lineage  | Game Boy Advance        | Publicado solo en Japón. |
| 2005               | Tales of the World: Narikiri Dungeon 3  | Game Boy Advance        | Publicado solo en Japón. |
| 2006               | Tales of the World: Radiant Mythology   | PlayStation Portable    | Publicado en Norteamérica y Europa en 2007 y traducida al español de manera no oficial.                                                                          |
| 2009               | Tales of the World: Radiant Mythology 2 | PlayStation Portable    | Publicado solo en Japón. |
| 2011               | Tales of the World: Radiant Mythology 3 | PlayStation Portable    | Publicado solo en Japón. |
| 2012               | Tales of the World: Dice Adventure      | Videojuego de navegador | |
| 2012               | Tales of the World: Tactics Union       | Android / iOS           | Publicado solo en Japón. |

#### Original
| Año de publicación | Título               | Plataforma  | Detalles                 |
| ------------------ | -------------------- | ----------- | ------------------------ |
| 2006               | Tales of the Tempest | Nintendo DS | Publicado solo en Japón. |

#### Compilaciones
| Año de publicación | Título                        | Plataforma    | Detalles |
| ------------------ | ----------------------------- | ------------- | --- |
| 2013               | Tales of Symphonia Chronicles | PlayStation 3 | - Contiene la versión de PlayStation 2 de Tales of Symphonia y su secuela de Nintendo Wii Tales of Symphonia: Dawn of the New World remasterizadas en HD. - Publicado en Norteamérica y Europa en 2014. |

#### Spin-off
| Año de publicación | Título                                            | Plataforma  | Detalles                |
| ------------------ | ------------------------------------------------- | ----------- | ----------------------- |
| 2010               | Keroro RPG: Kishi to Musha to Densetsu no Kaizoku | Nintendo DS | Publicado solo en Japón |

#### Secuelas No-RPG
| Año de publicación | Título                          | Plataforma           | Detalles                                                  |
| ------------------ | ------------------------------- | -------------------- | --------------------------------------------------------- |
| 2009               | Tales of VS.                    | PlayStation Portable | Videojuego de lucha publicado solo en Japón.              |
| 2012               | Tales of the Heroes: Twin Brave | PlayStation Portable | Videojuego de acción beat 'em up publicado solo en Japón. |

#### Fan disc
| Año de publicación | Título                | Plataforma    | Detalles                 |
| ------------------ | --------------------- | ------------- | ------------------------ |
| 2002               | Tales of Fandom Vol.1 | PlayStation   | Publicado solo en Japón. |
| 2007               | Tales of Fandom Vol.2 | PlayStation 2 | Publicado solo en Japón. |

#### En línea
| Año de publicación | Título                  | Plataforma | Detalles                 |
| ------------------ | ----------------------- | ---------- | ------------------------ |
| 2006               | Tales of Eternia Online | Windows    | Publicado solo en Japón. |

#### Tales of Mobile
| Año de publicación | Título                               | Plataforma | Detalles                                   |
| ------------------ | ------------------------------------ | ---------- | ------------------------------------------ |
| 2004               | Tales of Tactics                     | Móvil      | Publicado solo en Japón.                   |
| 2005               | Tales of Wall Breakers               | Móvil      | Publicado solo en Japón.                   |
| 2005               | Tales of Commons                     | Móvil      | Publicado solo en Japón.                   |
| 2005               | Tales of Tactics Gaiden              | Móvil      | Publicado solo en Japón.                   |
| 2006               | Tales of Wahrheit                    | Móvil      | Publicado solo en Japón.                   |
| 2008               | Tales of the World: Material Dungeon | Móvil      | Publicado solo en Japón.                   |
| 2016               | Tales of Link                        | Móvil      | Publicado en Japón, Norteamérica y Europa. |

## Adaptaciones

### Anime
Cuatro series de anime se han producido y publicado en Japón basado en los juegos de la serie. El primero, Tales of Eternia: The Animation, tuvo 13 episodios y se basa en Tales of Eternia, siendo estrenado en 2001. Los siguientes títulos fueron publicados como OVA. Tales of Phantasia: The Animation fue publicado en cuatro OVA entre 2004 y 2006, mientras que Tales of Symphonia: The Animation fue publicada en 11 OVA entre 2007 y 2012. Tales of the Abyss fue adaptada en una serie de anime de 26 episodios que se transmitió desde el 3 de octubre de 2008 hasta el 20 de marzo de 2009.
La primera película de anime de la serie fue Tales of Vesperia: The First Strike, estrenada el 3 de octubre de 2009 y fue una pre-cuela del videojuego Tales of Vesperia. Contaba con nuevos personajes, así como historias de fondo proporcionados a los ya existentes del juego.
| Año de publicación | Título                                  | Plataforma                     |
| ------------------ | --------------------------------------- | ------------------------------ |
| 2001               | Tales of Eternia: The Animation         | Serie de televisión            |
| 2005               | Tales of Phantasia: The Animation       | Original video animation (OVA) |
| 2007               | Tales of Symphonia: The Animation       | Original video animation (OVA) |
| 2008-2009          | Tales of The Abyss: The Animation       | Serie de televisión            |
| 2009               | Tales of Vesperia: The First Strike     | Película                       |
| 2015               | Tales of Zestiria: Dawn Of The Shepherd | Original video animation (OVA) |
| 2016               | Tales of Zestiria the X                 | Serie de televisión            |